# Mikszáth Kálmán Emlékház

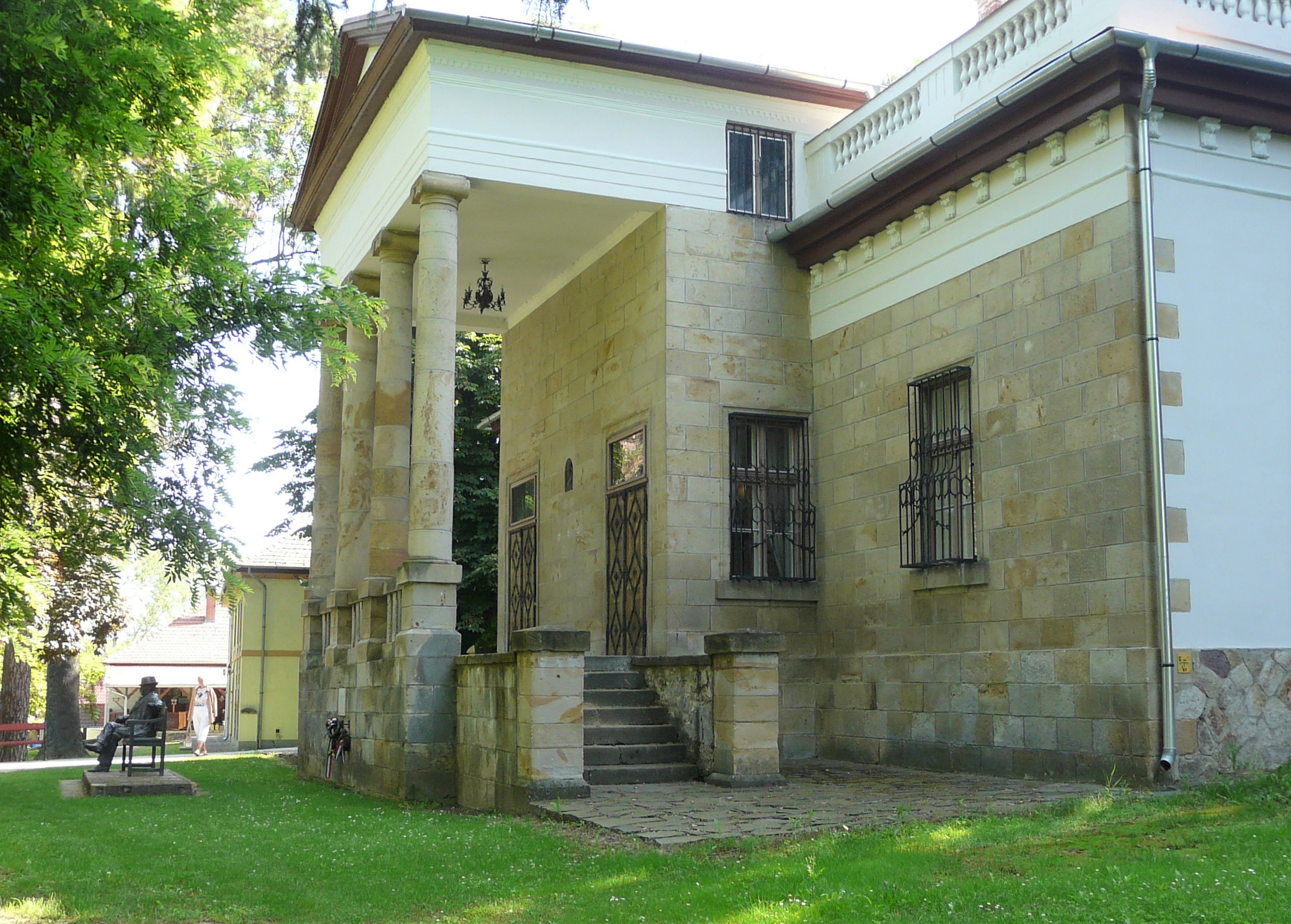
A Mikszáth-emlékház épülete Horpácson

A Mikszáth Kálmán Emlékház a Nógrád vármegyei Horpácson álló, Mikszáth Kálmán számára és költségén emelt épületben kialakított irodalmi emlékhely, Magyarország egyetlen Mikszáth-múzeuma. 1997 óta működik mostani (2019) funkciójában, üzemeltetője a községi önkormányzat. Épülete 1906-ban, az író idősebbik fiának tervei alapján épült. Magántulajdonban van, de országos műemléki védelem alatt áll.
Az írónak a szlovákiai Mikszáthfalván (az egykori Szklabonyán) is van emlékháza, melyet a Szlovákiai Magyar Kultúra Múzeuma működtet.

## Általános ismertető

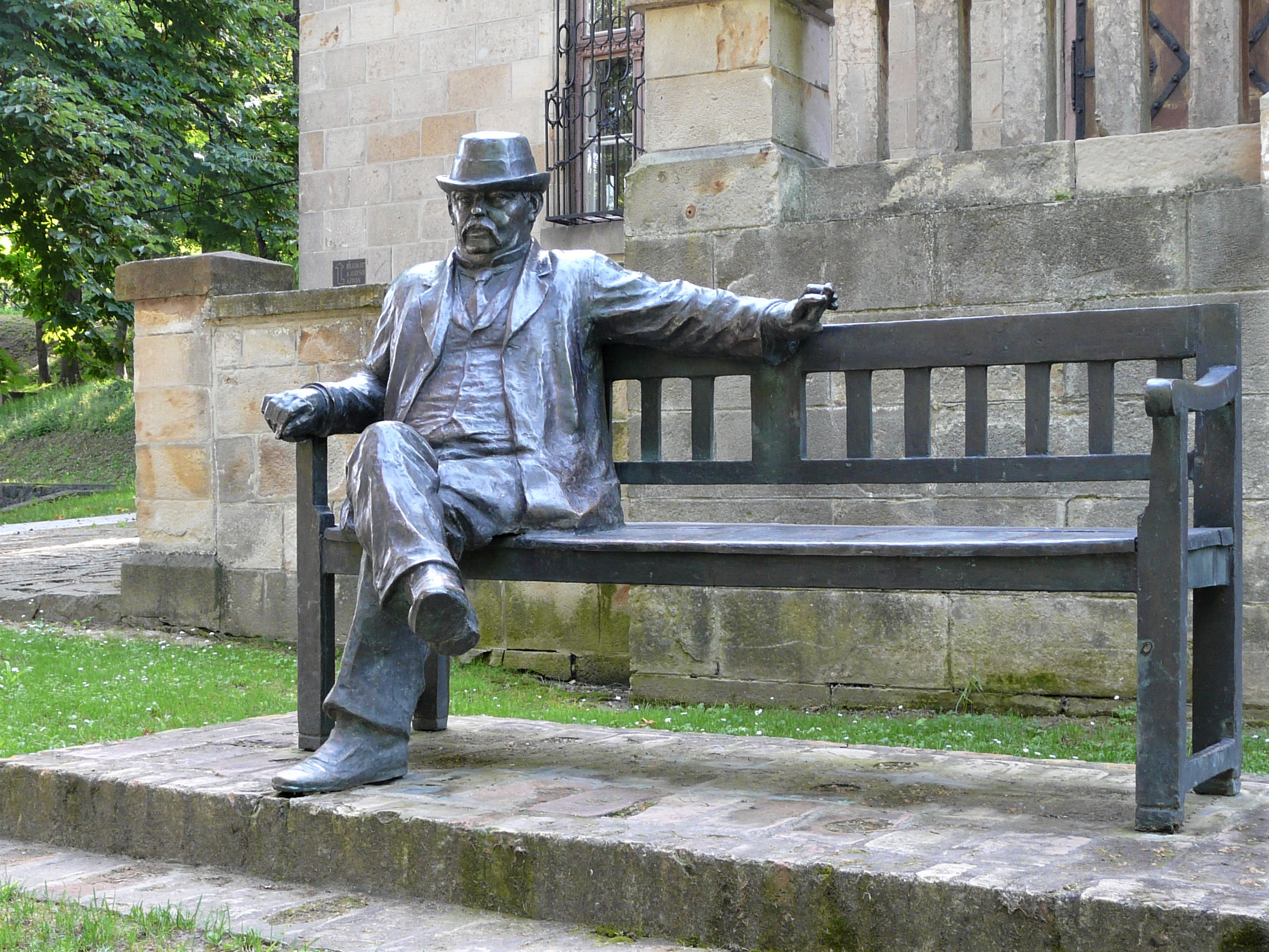
Az író szobra a horpácsi múzeumépület előtt

A gondozott parkban álló épület eklektikus (klasszicizáló) stílusban épült. Főhomlokzatán a timpanonnal díszített portikuszt négy ión oszlop tartja. A főbejárathoz két oldalról rövid lépcső vezet fel, de a múzeumba nem itt, hanem az épületet balról megkerülve lehet bejutni.
A Mikszáth életútját bemutató állandó kiállítást 1997-ben nyitották meg. A gyermekkort, a balassagyarmati és a szegedi időszakot, majd a fővárosi és az irodalmi sikereket a falakon elhelyezett képek, dokumentumok sora idézi. Szépírói munkássága mellett hangsúlyos részek szólnak az író Nógrádhoz való kötődéséről, hírlapírói és szerkesztői működéséről, országgyűlési éveiről is (Mikszáth több mint húsz éven át volt országgyűlési képviselő). A dokumentumok között látható többek között a Szontagh-kúria adásvételi szerződése és a – jelenleginél nagyobbnak megálmodott – kastély tervrajza. 
Az egykori lakószobákat részint korhű, részint eredeti tárgyakkal rendezték be. Köztük van a szalon néhány megmaradt bútordarabja, egy íróasztal, az író néhány személyes tárgya és a pipatórium. Az emeletre vezető fából készült, restaurált feljáró is eredeti. 
A múzeum előtt a lócán ülő Mikszáth egész alakos szobrát helyezték el, a parkban az író felesége, Mauks Ilona mellszobra áll. Mindkettő ifj. Szabó István szobrászművész alkotása. 

## Az író és családja a horpácsi kúriában (20. század első fele)

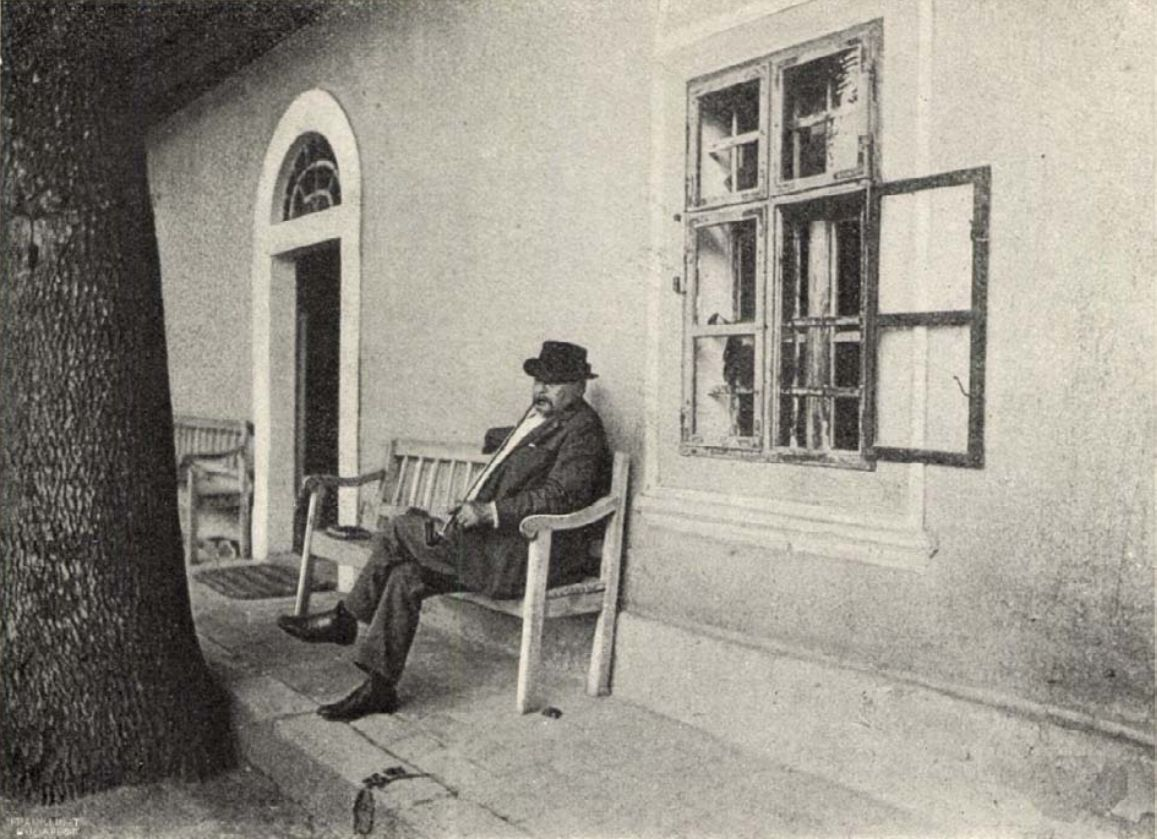
Mikszáth Kálmán horpácsi birtokán (Vasárnapi Ujság, 1905)

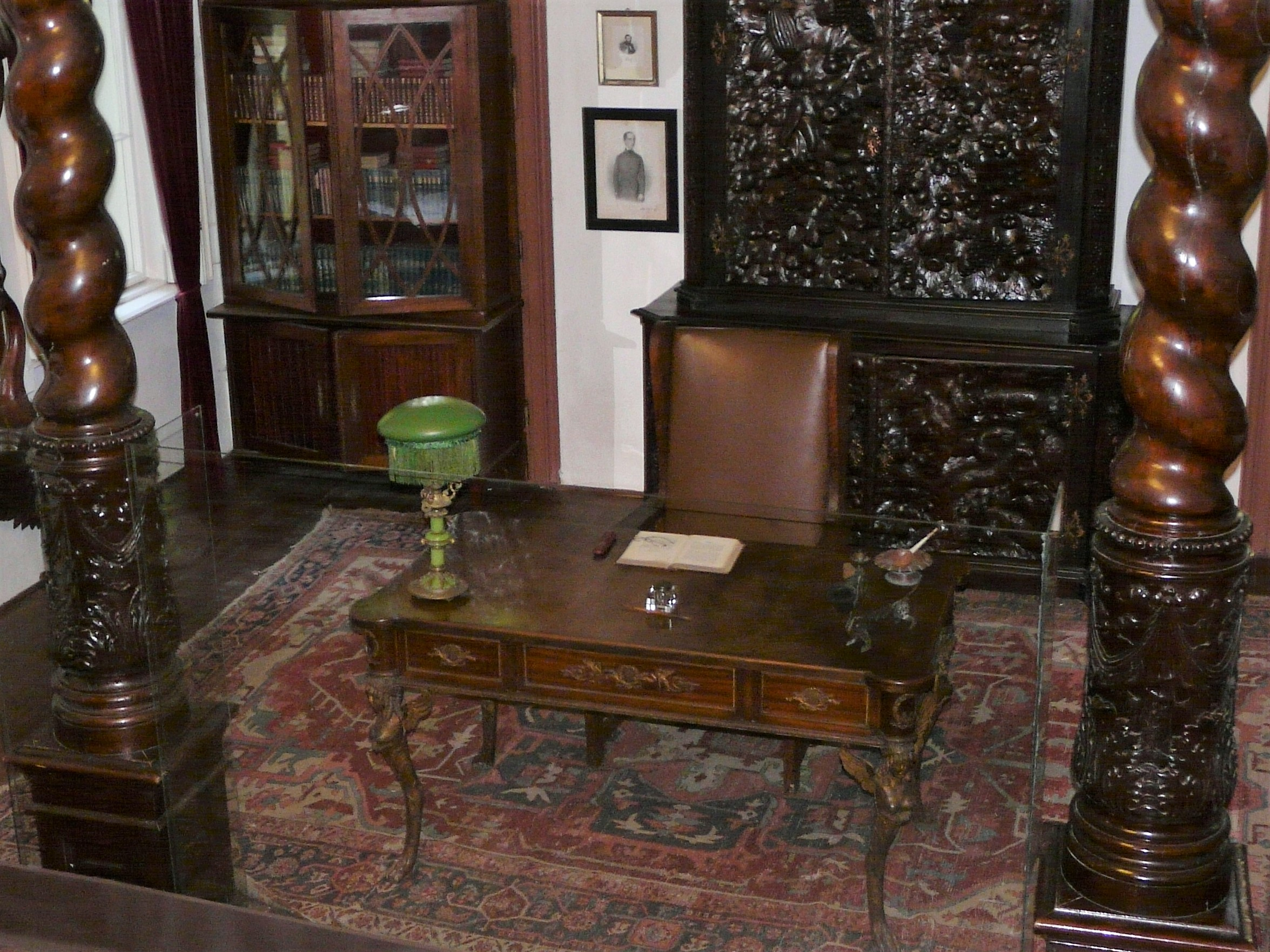
Szoba íróasztallal, Mikszáth Kálmán Emlékház

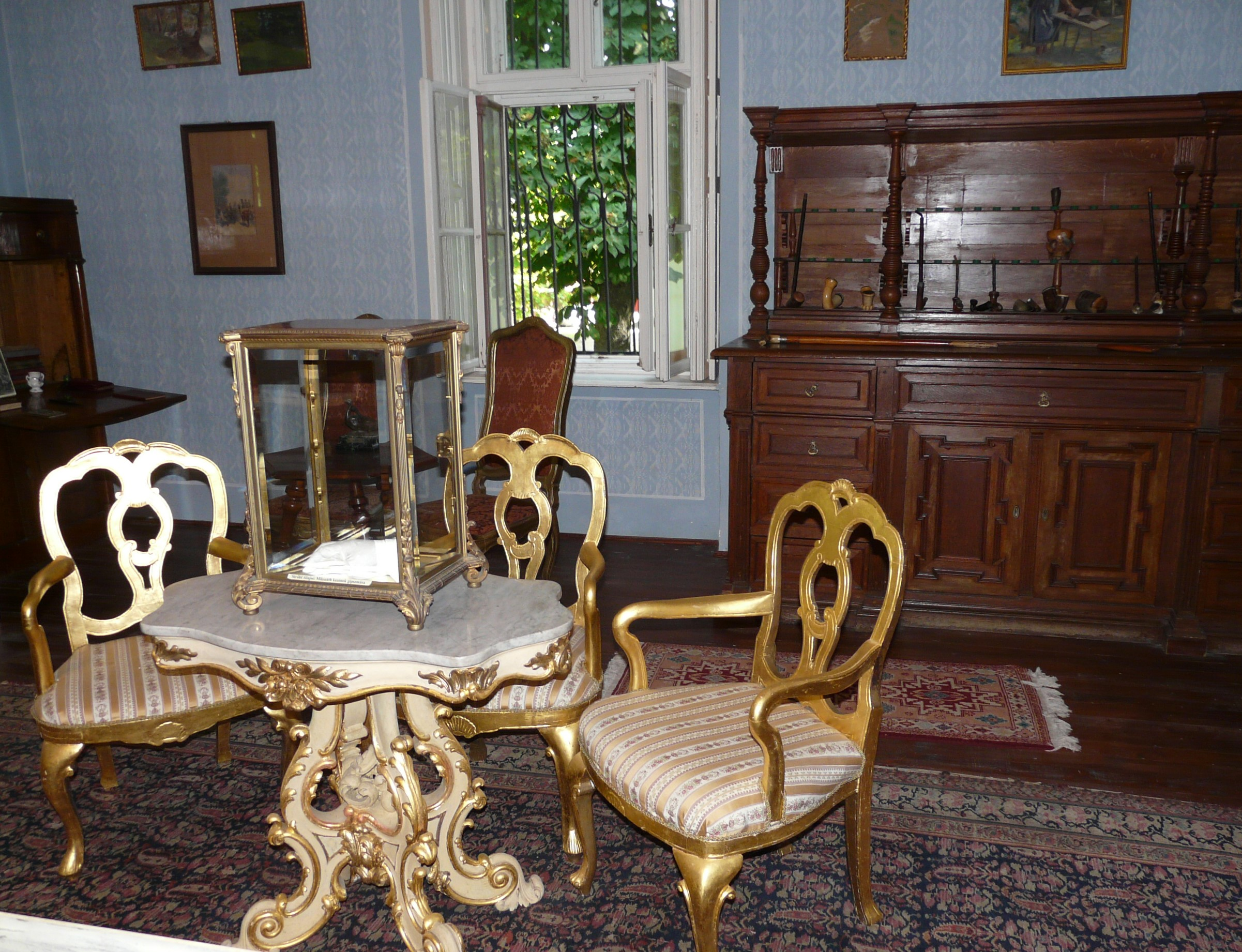
A szalon részlete, háttérben a pipatórium

Mikszáth Kálmán 1904 novemberében Szontagh Pál fiától vette meg a kb. 400 holdas horpácsi birtokot és a kúriát, de először csak 1905 áprilisában utazott oda húsvétra. Az akkori Szontagh-kúria a mai múzeumépület szomszédságában álló dohos, földszintes épület volt, melyet azóta egyemeletesre bővítettek. Az író természetesen nem gazdálkodni akart (a birtok ki volt adva haszonbérbe), hanem egy csendes falusi helyre vágyott. A kúria hamarosan szűkösnek bizonyult, ezért építtette Mikszáth a jóval nagyobb, eredetileg „kastélynak" nevezett, jelenleg múzeumként funkcionáló épületet. Az építkezés költségeit a Jókai Mór élete és kora című könyvéért kapott honoráriumból fedezte. A „kastély” az író idősebbik fia, ifj. Mikszáth Kálmán tervei alapján 1906 nyarára készült el. 
Csáky Károly azt írja, hogy Horpács az író „új otthona”, „utolsó állomáshelye” volt. Praznovszky Mihály szerint azonban Mikszáth csak a nyarak egy részét töltötte családjával Horpácson. „Mindössze három apró karcolatot írt a pár év vagy inkább pár hét alatt, amelyet ebben a faluban töltött. Mert hiszen a pünkösdi, húsvéti, olykor nyári itt-tartózkodások összességében alig tesznek ki egy-két hónapot.” 
Az író halála után felesége, Mauks Ilona (1926-ban bekövetkezett haláláig), majd az 1930-as évektől 1950-ig idősebbik fia, ifj. Mikszáth Kálmán lakott családjával a kúriában. A második világháború éveit is itt vészelték át. 1950-ben a családot osztályidegennek nyilvánították és visszatelepítették Budapestre. Előzőleg teherautókon elszállították az író könyveit, relikviáit, műtárgyait. 

## Az épület és a múzeum története (20. század második fele)
1951-től a „kastély”-ban előbb a termelőszövetkezet, majd a községi tanács működött, ott kapott helyet a községi könyvtár és a kultúrház is. 1954-ben az épületben Mikszáth-emlékszobát rendeztek be. Az elhanyagolt épületet az író halálának 50. évfordulójára a megyei tanács felújíttatta, és 1960. május 29-én ünnepélyesen megnyitották a kibővített emlékmúzeumot. 
Az egykori „kastély” az 1960-as évek közepétől 1993-ig állami gondozott gyermekek nevelőotthona volt. Közben 1972-ben és 1982-ben is újra átrendezték a kis kiállítást. Egy 1981-ben ott járt újságíró így jellemezte a helyzetet: „Kifosztott, elvadult kastély, elárvult, elvadult gyerekek, piszkosak, gazdátlanok, magára hagyatottan szabadok. Az omladozó ház műemlék értékű bútorai között futkosnak. (…) odafenn néhány fényképmásolat és egy kulccsal bezárt terem. Hol a múzeum? Hol az emlékszoba őre? Hol a gyerekek gondozói, a nevelők, felügyelők?” A nevelőotthon, illetve már „nevelőotthon és általános iskola” 1993. szeptember 1-jével szűnt meg.
Elköltöztetése után az épületet felújították és öt földszinti termében 1997. október 17-én megnyitották az új állandó Mikszáth-kiállítást. Előzőleg, 1993-ban megalakult a Mikszáth Társaság, minden év október 13-án, Kálmán napon Mikszáth-ünnepséget rendeznek. 
1999. október 13-án avatták fel az épület előtt felállított egész alakos Mikszáth-szobrot, ifjabb Szabó István alkotását.

## A 21. században

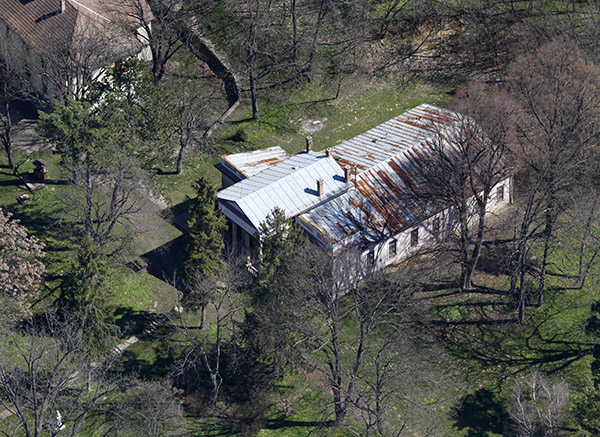
A horpácsi Mikszáth-kúria légi felvételen (2013)

Miután a megyei önkormányzat 1997-ben eladta az egész ingatlant (az épületet és a parkot is), a múzeum még 2012-ben is bizonytalan helyzetben volt. Gyűjteménye természetesen állami kézben maradt, de az épület magántulajdon, és az állandó kiállítással együtt megújításra szorul.
2015 végére elkészült az épület energetikai korszerűsítése.
A megújított állandó kiállítás (Mesélő Mikszáth) megnyitójára 2024. jún. 8-án került sor ünnepélyes keretek közepette.